# Ramphia basicincta
Ramphia basicincta är en fjärilsart som beskrevs av Walker 1858. Ramphia basicincta ingår i släktet Ramphia och familjen nattflyn. Inga underarter finns listade.